# Aartsbisdom

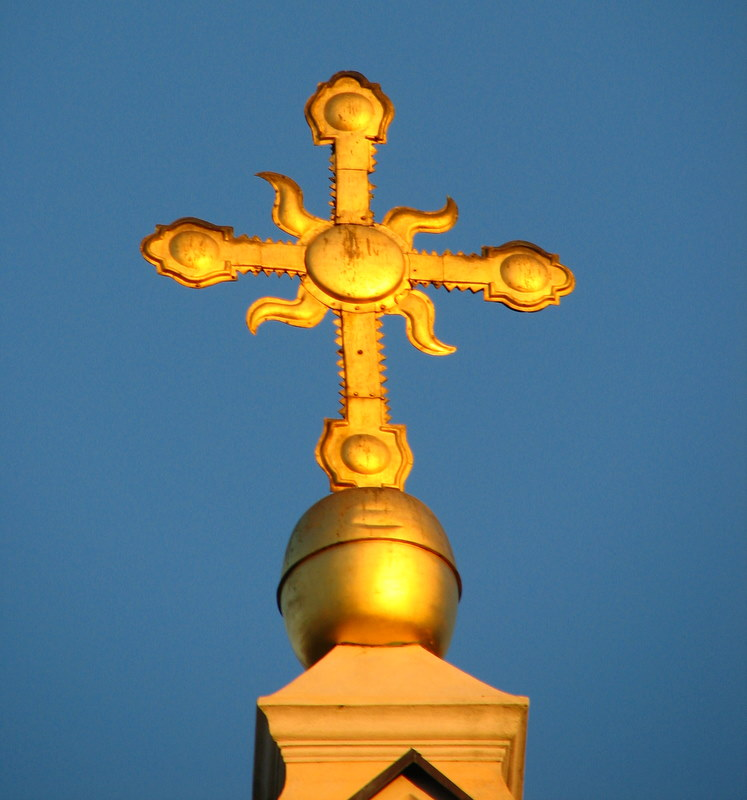
Kruis op de Heilige Joriskerk in Gniezno

Een aartsbisdom is een bisdom dat wordt bestuurd door een aartsbisschop. Een bisdom kan een aartsbisdom zijn door zijn grootte of (historisch) belang of een combinatie daarvan. Een aartsbisdom is meestal tevens het hoofdbisdom in een kerkprovincie.
Een aartsbisdom kan een of meer suffragane bisdommen hebben, die hiërarchisch onder het aartsbisdom ressorteren. In dat geval is het aartsbisdom tevens metropool en de aartsbisschop een metropoliet.